# Raoul Pène Du Bois
 (juillet 2022).
Si vous disposez d'ouvrages ou d'articles de référence ou si vous connaissez des sites web de qualité traitant du thème abordé ici, merci de compléter l'article en donnant les références utiles à sa vérifiabilité et en les liant à la section « Notes et références ».
Pour les articles homonymes, voir Pène, Du Bois et Bois (patronyme).
Raoul Pène Du Bois (ou Raoul Pene Du Bois) est un costumier et décorateur américain, né à Staten Island (New York) le 29 novembre 1914, décédé à New York le 1er janvier 1985.

## Biographie
Raoul Pène Du Bois est particulièrement actif au théâtre à Broadway, où il débute comme costumier en 1934, sur une revue des Ziegfeld Follies. Sa carrière s'achève en 1982 à Broadway, où il est souvent à la fois costumier et décorateur, principalement sur des comédies musicales et revues (dont certaines à succès, bien connues : voir rubrique "Théâtre" ci-après), mais également sur quelques pièces et une opérette.
Il exerce les mêmes activités au cinéma, à l'occasion de sept films américains, entre 1934 et 1945, ainsi qu'à la télévision pour une unique contribution, lors d'un téléfilm (avec Liza Minnelli) diffusé en 1965.
Au théâtre, il gagne un Tony Award comme décorateur en 1953 et un autre comme costumier en 1971 (il aura quatre autres nominations durant sa carrière). Au cinéma, il bénéficie de deux nominations à l'Oscar de la meilleure direction artistique.

## Filmographie complète
Costumier uniquement
- 1934 : Ready for Love (en) de Marion Gering
- 1941 : Louisiana Purchase d'Irving Cummings
- 1943 : Dixie d'A. Edward Sutherland
- 1944 : L'aventure vient de la mer (Frenchman's Creek) de Mitchell Leisen
- 1965 : The Dangerous Christmas of Red Riding Hood, téléfilm de Sid Smith

Costumier et décorateur
- 1943 : Happy Go Lucky de Curtis Bernhardt
- 1944 : Les Nuits ensorcelées (Lady in the Dark) de Mitchell Leisen
- 1945 : La Duchesse des bas-fonds (Kitty) de Mitchell Leisen

## Théâtre (à Broadway)
Costumier uniquement
- 1934 : Ziegfeld Follies of 1934, revue produite par Billie Burke, musique de divers dont Vernon Duke, lyrics d'E.Y. Harburg, sketches d'H.I. Phillips, Fred Allen et David Freedman (en), costumes de divers dont Charles Le Maire et R. P. Du Bois, avec Eve Arden, Fanny Brice
- 1934 : Keep Moving, revue, musique de Max Rich, lyrics de Jack Scholl, sketches de divers, costumes de Robert Stevenson et R. P. Du Bois
- 1934-1935 : Life begins at 8:40, revue, musique d'Harold Arlen, lyrics d'Ira Gershwin et E.Y. Harburg, sketches de divers, costumes de divers dont Irene Sharaff et R. P. Du Bois, avec Bert Lahr, Brian Donlevy
- 1935 : Jumbo, comédie musicale, musique et lyrics de Richard Rodgers et Lorenz Hart, livret de Ben Hecht et Charles MacArthur, mise en scène de John Murray Anderson et George Abbott, costumes de James Reynolds et R. P. Du Bois, avec Jimmy Durante
- 1936 : Ziegfeld Follies of 1936, revue, musique de Vernon Duke, lyrics d'Ira Gershwin, livret de David Freedman (en), orchestrateurs divers dont Robert Russell Bennett et Conrad Salinger, décors et costumes de Vincente Minnelli, chorégraphie de Robert Alton et George Balanchine, costumes additionnels de R. P. Du Bois, mise en scène de Frederick De Cordova, avec Fanny Brice, Bob Hope, Eve Arden, Joséphine Baker, Gypsy Rose Lee
- 1937-1938 : Hooray for What !, comédie musicale, musique d'Harold Arlen, lyrics d'E.Y. Harburg, livret d'Howard Lindsay et Russel Crouse, décors et mise en scène de Vincente Minnelli, avec Ed Wynn
- 1938 : The Two Bouquets, opérette (compositeurs divers non crédités), lyrics et livret d'Herbert et Eleanor Farjeon, mise en scène et production de Marc Connelly, avec Leo G. Carroll, Alfred Drake, Enid Markey, Patricia Morison
- 1938-1939 : Leave It to Me!, comédie musicale, musique et lyrics de Cole Porter, livret de Bella et Sam Spewack, avec Victor Moore, Mary Martin, Gene Kelly
- 1939-1940 : Too Many Girls, comédie musicale, musique de Richard Rodgers, lyrics de Lorenz Hart, livret de George Marion Jr., mise en scène de George Abbott, avec Van Johnson, Harold Young
- 1943-1945 : Carmen Jones, comédie musicale d'après l'opéra Carmen de Georges Bizet et la nouvelle éponyme de Prosper Mérimée, nouveaux lyrics et livret d'Oscar Hammerstein II, orchestrations nouvelles de Robert Russell Bennett
- 1945 : The Firebrand of Florence, comédie musicale, musique, arrangements et orchestrations de Kurt Weill, lyrics d'Ira Gershwin, livret d'Edwin Justus Mayer et Ira Gershwin, direction musicale de Maurice Abravanel, avec Melville Cooper, Lotte Lenya
- 1945-1946 : Are you with it ?, comédie musicale, musique d'Harry Revel, lyrics d'Arnold B. Horwitt, livret de Sam Perrin et George Balzer, costumes de Willa Kim et R. P. Du Bois
- 1957-1961 : The Music Man, comédie musicale, musique, lyrics et livret de Meredith Willson, avec Robert Preston (Eddie Albert en remplacement)
- 1959-1961 : Gypsy (Gypsy : A Musical Fable), comédie musicale, musique de Jule Styne, lyrics de Stephen Sondheim, livret d'Arthur Laurents, d'après les mémoires de Gypsy Rose Lee, mise en scène et chorégraphie de Jerome Robbins, avec Ethel Merman, Jack Klugman
- 1968 : Darling of the Day, comédie musicale, musique de Jule Styne, lyrics d'E.Y. Harburg, livret de Nunnally Johnson, avec Vincent Price
- 1974-1975 : Gypsy, comédie musicale pré-citée, reprise, costumes pour Angela Lansbury de Robert Mackintosh, avec A. Lansbury
- 1980 : Reggae, comédie musicale, musique et lyrics de divers dont Michael Kamen, arrangements et direction musicale M. Kamen

Décorateur uniquement
- 1953-1954 : John Murray Anderson's Almanac, revue, musique et lyrics de Richard Adler et Jerry Ross, sketches de divers, avec Harry Belafonte, Polly Bergen
- 1953-1954 : Charley's Aunt, pièce de Brandon Thomas, mise en scène de José Ferrer, avec J. Ferrer, Kent Smith, Peggy Wood

Costumier et décorateur
- 1934-1935 : Thumb Up !, revue, musique de James Hanley et Henry Sullivan, lyrics de Ballard MacDonald et Earle Crooker, livret d'H.I. Phillips, Harold Atteridge et Alan Baxter, orchestrations d'Hans Spialek, Conrad Salinger et David Raksin, décors et costumes de divers dont R. P. Du Bois
- 1939 : One for the Money, revue, musique de Morgan Lewis, lyrics et sketches de Nancy Hamilton, avec Alfred Drake, Gene Kelly, Keenan Wynn
- 1939-1940 : Du Barry was a Lady, comédie musicale, musique et lyrics de Cole Porter, livret d'Herbert Fields et B.G. DeSylva, avec Bert Lahr, Ethel Merman, Betty Grable, Charles Walters
- 1940 : Two for the Show, revue, musique de Morgan Lewis, lyrics et sketches de Nancy Hamilton, mise en scène des sketches de Joshua Logan, avec Eve Arden, Alfred Drake, Betty Hutton, Keenan Wynn
- 1940-1941 : Old on to your Hats, comédie musicale, musique de Burton Lane, lyrics d'E.Y. Harburg, livret de Guy Bolton, Matt Brooks et Eddie Davis, avec Al Jolson
- 1940-1942 : Panama Hattie, musique et lyrics de Cole Porter, livret d'Herbert Fields et B.G. DeSylva, avec Ethel Merman, Betty Hutton, June Allyson, Betsy Blair, Vera-Ellen, Lucille Bremer, Hal Conklin, James Dunn, Arthur Treacher
- 1941 : Liberty Jones, comédie musicale, musique et lyrics de Paul Bowles, livret de Philip Barry, mise en scène de John Houseman, avec Tom Ewell, Howard Freeman, Norman Lloyd
- 1941-1943 : Sons o' Fun, revue, musique et lyrics de Jack Yellen et Sammy Fain, livret d'Ole Olsen, Chic Johnson et Hal Block, avec Carmen Miranda
- 1948 : Heaven on Earth, comédie musicale, musique de Jay Gorney, lyrics et livret de Barry Trivers, orchestrations de Robert Russell Bennett et Don Walker
- 1948-1950 : Land and Hear, revue, musique, lyrics et livret de Charles Gaynor, chorégraphie de Gower Champion, avec Carol Channing
- 1950 : Alive and Kicking, revue, musique de divers dont Hoagy Carmichael, lyrics et livret de divers, orchestrations de George Bassman, avec Jack Cassidy, Carl Reiner
- 1950-1952 : Call Me Madam, comédie musicale, musique et lyrics d'Irving Berlin, livret d'Howard Lindsay et Russel Crouse, mise en scène de George Abbott, chorégraphie de Jerome Robbins, costumes pour Ethel Merman de Mainbocher, avec E. Merman (Elaine Stritch en doublure), Paul Lukas
- 1951 : Make a Wish !, comédie musicale, musique et lyrics d'Hugh Martin, livret d'Abe Burrows et Preston Sturges, d'après Ferenc Molnár, chorégraphie de Gower Champion, avec Nanette Fabray, Melville Cooper
- 1952-1953 : Leonard Sillman's New Faces of 1952, revue, musique et lyrics de divers dont Francis Lemarque, sketches de Ronny Graham et Mel Brooks, costumes en collaboration avec Thomas Becher
- 1952 : In any Language, pièce d'Edmond Beloin et Henry Garson, produite par Jule Styne et George Abbott, mise en scène de G. Abbott, avec Walter Matthau
- 1953 : Maggie, comédie musicale, musique et lyrics de William Roy, livret d'Hugh Thomas, d'après J. M. Barrie, mise en scène de Michael Gordon
- 1953-1954 : Wonderful Town, comédie musicale, musique de Leonard Bernstein, lyrics de Betty Comden et Adolph Green, livret de Jerome Chodorov et Joseph Fields, mise en scène de George Abbott, chorégraphie de Donald Saddler (supervisée par Jerome Robbins), costumes pour Rosalind Russell de Mainbocher, avec R. Russell (Carol Channing en remplacement), George Gaynes, Dody Goodman
- 1954-1955 : Mrs. Patterson, pièce de Charles Sebree et Greer Johnson, avec Enid Markey
- 1955 : The Vamp, comédie musicale, musique de James Mundy, lyrics de John La Touche, livret de J. La Touche et Sam Locke, avec Carol Channing, Steve Reeves
- 1955-1956 : Plain and Fancy, comédie musicale, musique d'Albert Hague, lyrics d'Arnold B. Horwitt, livret de Joseph Stein et Will Glickman
- 1956-1959 : Bells Are Ringing, comédie musicale, musique de Jule Styne, lyrics et livret de Betty Comden et Adolph Green, mise en scène de Jerome Robbins, chorégraphie de J. Robbins et Bob Fosse, orchestrations de Robert Russell Bennett, avec Judy Holliday, Sydney Chaplin, Jean Stapleton, Jack Weston
- 1957 : Ziegfeld Follies of 1957, revue, musique, lyrics et livret de divers
- 1963 : The Student Gypsy ou The Prince of Liederkranz, comédie musicale, musique, lyrics et livret de Rick Besoyan
- 1964 : Un amour qui ne finit pas (P.S. I love you), pièce d'André Roussin adaptée par Lawrence Roman, avec Geraldine Page (costumes de celle-ci : Theoni V. Aldredge)
- 1971-1973 : No, No, Nanette, comédie musicale, musique de Vincent Youmans, lyrics d'Irving Caesar et Otto Harbach, livret d'O. Harbach et Frank Mandel, adaptation du livret et mise en scène de Burt Shevelove, production supervisée par Busby Berkeley, avec Jack Gilford
- 1973-1974 : Irene, comédie musicale, musique d'Harry Tierney, lyrics de Joseph McCarthy, livret d'Hugh Wheeler et Joseph Stein, mise en scène de Gower Champion, costumes pour Debbie Reynolds d'Irene Sharaff, avec D. Reynolds, Carrie Fisher
- 1975 : Doctor Jazz, comédie musicale, musique de Buster Davis et Luther Henderson, lyrics et livret de B. Davis, production supervisée par John Berry
- 1979-1982 : Sugar Babies, revue, musique de Jimmy McHugh, lyrics de Dorothy Fields et Al Dubin, sketches de Ralph G. Allen, avec Ann Miller, Mickey Rooney

## Récompenses
- 1953 : Tony Award des meilleurs décors (« Tony Award for Best Scenic Design »), décerné lors de la 7e cérémonie des Tony Awards, pour Wonderful Town ;
- 1971 : Tony Award des meilleurs costumes (« Tony Award for Best Costume Design »), décerné lors de la 25e cérémonie des Tony Awards, pour No, No, Nanette ;
- 1971 : Drama Desk Award des meilleurs costumes (« Drama Desk Award for Outstanding Costume Design »), décerné lors de la 17e cérémonie des Drama Desk Awards, pour No, No, Nanette.